# Сахара (филм)
„Сахара“ (на английски: Sahara) е екшън приключенска комедия от 2005 г. от Брек Ейснър, базиран на едноименния роман от 1992 г., написан от Клайв Къслър и във филма участват Матю Макконъхи, Стийв Зан и Пенелопе Крус.